# Jakub Göding
Jakub Göding O. Praem. (? – 20. ledna 1647 Zábrdovice) byl římskokatolický kněz, premonstrátský kanovník a v letech 1645–1646 opat kanonie v Zábrdovicích.
Původně působil jako opat premonstrátského kláštera v Klášterním Hradisku u Olomouce (od roku 1641). V roce 1645 vykonával prozatímní opatskou službu i v Zábrdovicích. Zde po švédské okupaci severu Moravy byl ve vyhnanství. Ke konci života se úřadu zábrdovického opata vzdal.